# Joshua Jones
Joshua Jones – brytyjski serial animowany wyprodukowany przez autorów serialu Strażak Sam. W 1991 roku został wyemitowany w języku walijskim, a w 1992 roku został przetłumaczony na język angielski. W Polsce był emitowany w latach 90. z polskim lektorem na antenie TVP1 w programie Ciuchcia. Serial liczy 12 odcinków. W polskiej wersji wydanej na płytach DVD postaciom głosu użyczył Grzegorz Pawlak.

## Fabuła
Akcja serialu rozrywa się w fikcyjnym mieście Grimspoole i na jednym z jego przedmieść. Serial opowiada o młodym mężczyźnie, którego nazywano Joshua Jones. Mieszka on w rezydencji państwa Karia. Jest właścicielem kolorowej barki i wraz ze swoim pieskiem Fairportem podróżuje po kanale. Jego przełożonymi są pochodzący z Indii admirał Baboo Karia i jego synowa Datsa oraz Wilton Cashmore, właściciel fabryki. Naszemu bohaterowi towarzyszą jego najlepsi przyjaciele: Ravi, ośmioletni syn Datsy i wnuk pana admirała, Fiona, dziewięcioletnia córka właściciela firmy, oraz farmer Joe i jego koń Trojan. Zaś w załadowaniu barki pomagają mu koledzy z pracy, którymi są: Sharon, blondwłosa dziewczyna i właścicielka baru mlecznego, oraz Spanner, rudowłosy chłopak, który jest leniwy. Najważniejszą osobą jest Daphne, lekarka weterynarii, która pomaga chorym zwierzętom.

## Wersja polska

### VHS, VCD i DVD
Wersja polska: En-Be-Ef

Tekst polski: Demel International Corporation

Czytał: Grzegorz Pawlak

## Spis odcinków
| N/o            | Polski tytuł         | Angielski tytuł |
| -------------- | -------------------- | --------------- |
|                |                      |                 |
| SERIA PIERWSZA |                      |                 |
|                |                      |                 |
| 01             | Nawałnica            | Haywire         |
|                |                      |                 |
| 02             | Na ratunek Trojanowi | Horseplay       |
|                |                      |                 |
| 03             | Zaginiony skarb      | Treasure        |
|                |                      |                 |
| 04             | Gadająca papuga      | Boomer          |
|                |                      |                 |
| 05             | Mały żółwik          | Tortoise        |
|                |                      |                 |
| 06             | Użądlenie            | Sting           |
|                |                      |                 |
| 07             | Duchy                | Spook           |
|                |                      |                 |
| 08             | Śliwkowe szaleństwo  | Plum Crazy      |
|                |                      |                 |
| 09             | Papiery i papierki   | Paperwork       |
|                |                      |                 |
| 10             | Wspólne zdjęcie      | Photo Finish    |
|                |                      |                 |
| 11             | Gdzie jest wąż?      | Snake Chase     |
|                |                      |                 |
| 12             | Srebrny klucz        | The Silver Key  |
|                |                      |                 |

## Opisy odcinków
- Odcinek 1 – Nawałnica

Nadciąga gwałtowna burza. Spanner usiłuje pomóc Joemu zanieść siano do stajni zanim nasiąknie wodą, ale niechcący je rozsypuje. Jednak na szczęście Joshua Jones i jego pies Fairport są już w potrzebie.
- Odcinek 2 – Na rarunek Trojanowi

Trojan, koń Joego, traci równowagę i pada do wody. Fiona dzwoni po pomoc do Daphne. Na szczęście Josh i Ravi przybywają, aby pomóc zwierzęciu Joego.
- Odcinek 3 – Zaginiony skarb

W szufladzie jest kartka z napisem „Zakopane”. Spanner myśląc, że to mapa skarbu, pokazuje ją Sharon. Dziewczyna nie jest tym zainteresowana, ale postanawia razem z nim szukać skarbu zanim pan Cashmore się o tym dowie. Ale później okazuje się, że to był błąd.
- Odcinek 4 – Papuga

W domu państwa Karia pojawia się papuga zwana Boomer, którą Ravi dostał od wujka na ósme urodziny. Pani Karia, jego matka, prosi, aby podczas wyprawy nie zbliżali się do wodospadu. Gdy chłopiec wraz Fioną płyną na wycieczkę, Boomer natychmiast ucieka z klatki i odlatuje. Pod koniec odcinka ptak wraca jak bumerang do domu. Ten odcinek jest jedynym, którego akcja rozgrywa się na wsi.
- Odcinek 5 – Mały żółwik

Ravi opiekuje się małym żółwikiem. Josh zabiera chłopca do miasta na spotkanie z Sharon i Spannerem. Podczas wizyty żółwik gdzieś sobie idzie.
- Odcinek 6 – Użądlenie

Fairport, pies Josha, zaczyna gorzej się czuć z powodu środków chemicznych, a na lekarstwo dla niego nie ma pieniędzy. Młody chłopak wraz z Ravim, Fioną, Sharon i Spannerem organizuje maraton piechurów. Podczas maratonu Spanner zostaje napadnięty i pogryziony przez osy.
- Odcinek 7 – Duchy

Ravi i Fiona z przerażeniem odkrywają, że w zagrodzie Joego grasuje duch. Tymczasem pan Cashmore testuje nowy alarm antywłamaniowy, który okazuje się być niepopularny.
- Odcinek 8 – Śliwkowe szaleństwo

W ogrodzie państwa Karia pojawia się drzewo śliwkowe. Pan Karia usiłuje zrywać z niego dużo śliwek, lecz mu to nie wychodzi. Tymczasem pan Cashmore ma problem z otwarciem elektronicznej teczki.
- Odcinek 9 – Papiery i papierki

Po remoncie kawiarni „U Sharon”, Spanner idzie z Sharon na piknik. Tymczasem panna Peacock i Fiona ratują tonącą kaczkę z rzeki i zakładają jej opatrunek na chorą łapkę. Na końcu odcinka, gdy Sharon i Spanner wracają z pikniku do miasta Grimspoole, z przerażeniem odkrywają, że bar mleczny „U Sharon” został zasypany papierami.
- Odcinek 10 – Wspólne zdjęcie

Josh kończy budować łódź dla Raviego. Chłopiec jest zadowolony i zaczyna z niej korzystać. Międzyczasie Sharon testuje nowy aparat fotograficzny. Tymczasem pan Cashmore przygotowuje prezent urodzinowy dla przełożonego. Ten odcinek jest jedynym, którego akcja rozgrywa się w mieście Grimspoole.
- Odcinek 11 – Gdzie jest wąż?

Daphne opiekuje się wielkim wężem. Zwierzę przypadkowo straszy konia Joego i zmusza go do ucieczki. Gdy Trojan galopuje w stronę miasta, Panna Peacock, Joe i Fiona ruszają za nim w pościg.
- Odcinek 12 – Srebrny klucz

Pewnego słonecznego dnia Josh pomaga Joemu eliminować kłopoty z ciężkim kołem. Gdy koło ląduje w ogrodzie państwa Karia, pan admirał postanawia wziąć udział w konkursie na kwiatowy obraz. Pod koniec odcinka pan Karia w nagrodę dostaje srebrny klucz.